# Гонка Формулы-E в Джакарте
Гонка Формулы-Е в Джакарте (англ. Jakarta E-Prix) — один их этапов соревнования среди одноместных электрических автомобилей чемпионата мира Формулы-E. Проводится на стационарном автодроме в курортном районе Северной Джакарты Анчол, Индонезия. Впервые этап был проведён в сезоне 2021—22.

## История
В сентябре 2019 года было объявлено, что Джакарта примет этап Формулы-E в сезоне 2019—20. Изначально планировалось, что он пройдёт 6 июня 2020 года на трассе, проложенной на Площади Свободы вокруг Национального Монумента, однако гонка была отменена из пандемии COVID-19.
В октябре 2021 года было повторно объявлено о гонке Формулы-E в Джакарте. На этот раз дебют был запланирован в сезоне 2021—22 на 4 июня 2022 года. В декабре 2021 года организаторами этапа было объявлено, что из-за логистических проблем было принято решение отказаться от Площади Свободы в качестве места проведения гонки, вместо этого будет построен стационарный автодром в прибрежном районе Анчол, что также должно помочь развитию туризма в этом месте. Новая трасса получила название Jakarta International e-Prix Circuit. Строительство автодрома началось в феврале 2022 года.
В 2023 году в Джакарте прошло две гонки .

## Трасса
Jakarta International e-Prix Circuit имеет длину 2,37 км и состоит из 18 поворотов. Данная трасса в отличие от многих других, используемых в Формуле-E, является стационарным автодромом, а не временной, проложенной по городским улицам. Трасса имеет стартовую прямую длиной 600 м и широкий первый поворот, что должно давать больше возможностей для обгонов. В 16-м повороте находится зона активации режима атаки..

## Победители
| Сезон   | Дата проведения | № | Гонщик             | Команда                          | Трасса                               | Отчёт |
| ------- | --------------- | - | ------------------ | -------------------------------- | ------------------------------------ | ----- |
| 2022—23 | 4 июня 2023     | 3 | Максимилиан Гюнтер | Maserati MSG Racing              | Jakarta International e-Prix Circuit | Отчёт |
| 2022—23 | 3 июня 2023     | 2 | Паскаль Верляйн    | TAG Heuer Porsche Formula E Team | Jakarta International e-Prix Circuit | Отчёт |
| 2021—22 | 4 июня 2022     | 1 | Митч Эванс         | Jaguar TCS Racing                | Jakarta International e-Prix Circuit | Отчёт |